# 草野元己
草野 元己（くさの もとみ、1950年 - ）は、日本の法学者。関西学院大学法学部教授などを務めた。
民法を専門とするが、特に時効制度の存在理由の検討や、取得時効制度などへの関心からの不動産取引関係の法制研究をしている。

## 経歴
1950年、長野県生まれ。
1974年、名古屋大学法学部卒業。1981年まで明治大学大学院法学研究科に在籍、法学修士。
1981年、松商学園短期大学専任講師、のち、1986年に助教授、1993年に教授。1997年、三重大学人文学部教授を経て、2004年、関西学院大学法学部教授。
2019年3月に関西学院大学を定年退職して、4月から大阪経済法科大学法学部へ移り、2021年9月まで特別専任教授を務めた。

## 著書

### 単著
- 草野元己『取得時効の研究』信山社出版〈学術選書〉、1996年、255頁。ISBN 978-4882618942。
- 草野元己『抵当権と時効』関西学院大学出版会〈関西学院大学研究叢書〉、2019年、256頁。ISBN 978-4862832764。

### 共著
- 岸上晴志、清原泰司、草野元己、中山知己、鹿野菜穂子『民法〈1〉総則』不磨書房〈ファンダメンタル法学講座〉、2000年、290頁。ISBN 978-4797292428。
- 中山知己、清原泰司、鹿野菜穂子、草野元己、岸上晴志、鶴井俊吉『民法〈2〉物権・担保物権』不磨書房〈ファンダメンタル法学講座〉、2005年、290頁。ISBN 978-4797292435。